# Jazz Raycole
Jazz Raycole (de son vrai nom Jazzmine Raycole Dillingham) est une actrice américaine née le 11 février 1988 à Stockton, en Californie. Elle est connue pour avoir joué dans la première saison de la sitcom populaire Ma famille d'abord (My Wife and Kids) le rôle de Claire Kyle, le rôle de Allison Hawkins dans Jericho et le rôle de Lyric Ballentine dans la série The Soul Man.

## Biographie
Jazz Raycole est danseuse professionnelle. Dès l'âge de quatre ans, elle participe à des compétitions de danse et s'est entraînée avec les meilleurs chorégraphes. Après avoir décidé de faire une pause, Jazz Raycole et sa famille décident d'emménager à Los Angeles où elle trouve rapidement du travail. Elle danse actuellement sous la supervision du chorégraphe Debbie Allen. Jazz espère aller à l'université Stanford et devenir pédiatre. Son rêve d'enfant était de marcher sur le tapis rouge et de danser avec Janet et Michael Jackson.
En 2001, elle joue dans la première saison de la sitcom Ma famille d'abord le rôle de Claire Kyle. Une rumeur prétend que cependant, elle doit quitter la série à l'issue de la première saison car sa mère désapprouve le fait que l'amie de Claire, Charmaine, dans la série découvre qu'elle est enceinte au début de la saison 2. Mais l'actrice dément et déclare que les producteurs souhaitaient un personnage différent pour lequel elle n'est pas prête. Elle part alors à New York pour revenir à sa première passion : la danse, sans regret à ce jour. Elle est donc remplacée par Jennifer Freeman (par ailleurs plusieurs acteurs de la série se plaignaient de son comportement « égocentrique »).
Entre 2004 et 2008, elle joue dans quatre épisodes de la série Tout le monde déteste Chris dans le rôle de Lisa. Et entre 2006 et 2008, elle joue dans treize épisodes de la série Jericho dans le rôle récurrent d'Allison Hawkins.
En 2010, elle joue Paige dans sept épisodes de la web-série First Day. Depuis 2012, elle joue le rôle de Lyric Ballentine dans la série The Soul Man,,,.

## Filmographie

### Films
- 1996 : Babe, le cochon devenu berger : Puppy (Voix)
- 1996 : Où sont les hommes ? : Onika Harris

### Télévision
- 1996 : The Parent'Hood : Sierra (saison 3, épisode 8)
- 1998 : De la Terre à la Lune : Lead Dancer
- 1998 : Ellen : Angela (saison 5, épisode 20)
- 1998 : Le Petit Malin : Vanessa (saison 3, épisode 4)
- 1998 : The Jamie Foxx Show : Kayla (saison 3, épisode 8)
- 1999 : Malcolm & Eddie : Geneva (saison 3, épisode 19)
- 2001-2002 : Ma famille d'abord : Claire Kyle (saison 1)
- 2004 : New York, unité spéciale : Megan Rose (saison 5, épisode 18)
- 2004-2008 : Tout le monde déteste Chris : Lisa (saison 1, épisodes 6 et 19 ; saison 2, épisode 1 ; saison 3, épisode 13)
- 2006-2007 : The Office : Melissa Hudson (saison 2, épisode 18 et saison 3, épisode 17)
- 2006 : Monk : Kimberly (saison 5, épisode 3)
- 2006-2008 : Jericho : Allison Hawkins (saison 1, épisodes 6 à 10, 12, 13, 15, 17, 18 et 21 ; saison 2, épisode 6)
- 2007 : Retour à Lincoln Heights : Sharon : (saison 2, épisode 1)
- 2007 : FBI : Portés disparus : Kelli Peters (saison 6, épisode 14)
- 2009 : 10 Things I Hate About You : Belinda (saison 1, épisode 4)
- 2009 : Les Mystères d'Eastwick : Justine (saison 1, épisodes 3 et 5)
- 2012 : New Girl : Miriam (saison 1, épisode 18)
- 2012 : La Vie secrète d'une ado ordinaire : Jane (saison 4, épisode 21)
- 2012 : Perception : Vicky (saison 1, épisode 8)
- 2012 : The Soul Man : Lyric Ballentine
- 2013 : Mes parents terribles (Téléfilm) : Eve
- 2013 : Rizzoli & Isles : Ashley Harper (saison 4, épisode 11)
- 2013 : Bones : Jessica Miller (saison 9, épisode 9)
- 2015 : IZombie : Bethany Miller (saison 2, épisode 3)
- 2022 : La Défense Lincoln (The Lincoln Lawyer)